# Province de Grosseto
La province de Grosseto est une province italienne, dans la région Toscane. Son chef-lieu est Grosseto.

## Géographie
| Livourne | Pise     | Sienne  |
|          | Grosseto |         |
|          |          | Viterbe |

## Économie

### Agriculture
La province de Grosseto est l'aire de production d'une huile d'olive DOP nommée Seggiano.

## Culture
- Archives d'État de Grosseto